# Linh dương sừng thẳng Đông Phi
Linh dương sừng thẳng Đông Phi (Oryx beisa) là một loài động vật có vú trong họ Bovidae, bộ Artiodactyla. Loài này được Rüppell mô tả năm 1835. Loài này có hai phân loài: Oryx beisa beisa được tìm thấy ở thảo nguyên và bán sa mạc tại sừng châu Phi và phía bắc sông Tana và Oryx beisa callotis phía nam sông Tana ở nam Kenya và một số khu vực của Tanzania. Trong quá khứ một số nhà phân loại đã xem nó là một phân loài của Oryx gazella nhưng chúng khác nhau về gene.
Chúng có chiều cao đến vai 1 m và nặng khoảng 79 kg (175 lb). Nó có bộ lông màu xám với bên dưới màu trắng tách biệt bởi màu xám bởi một dải đen với các dải đen nơi đầu dính vào cổ, dọc theo mũi và từ mắt đến miệng và trán. Cả con đực và con cái dài 75–80 cm (30–31 in).

## Hình ảnh

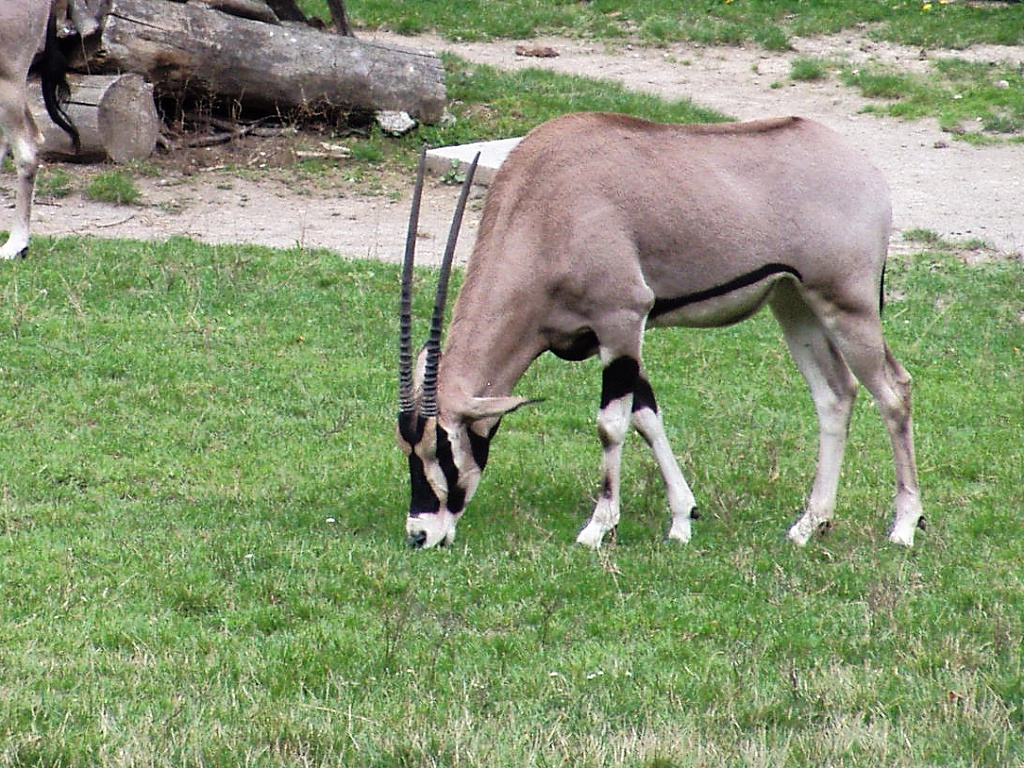
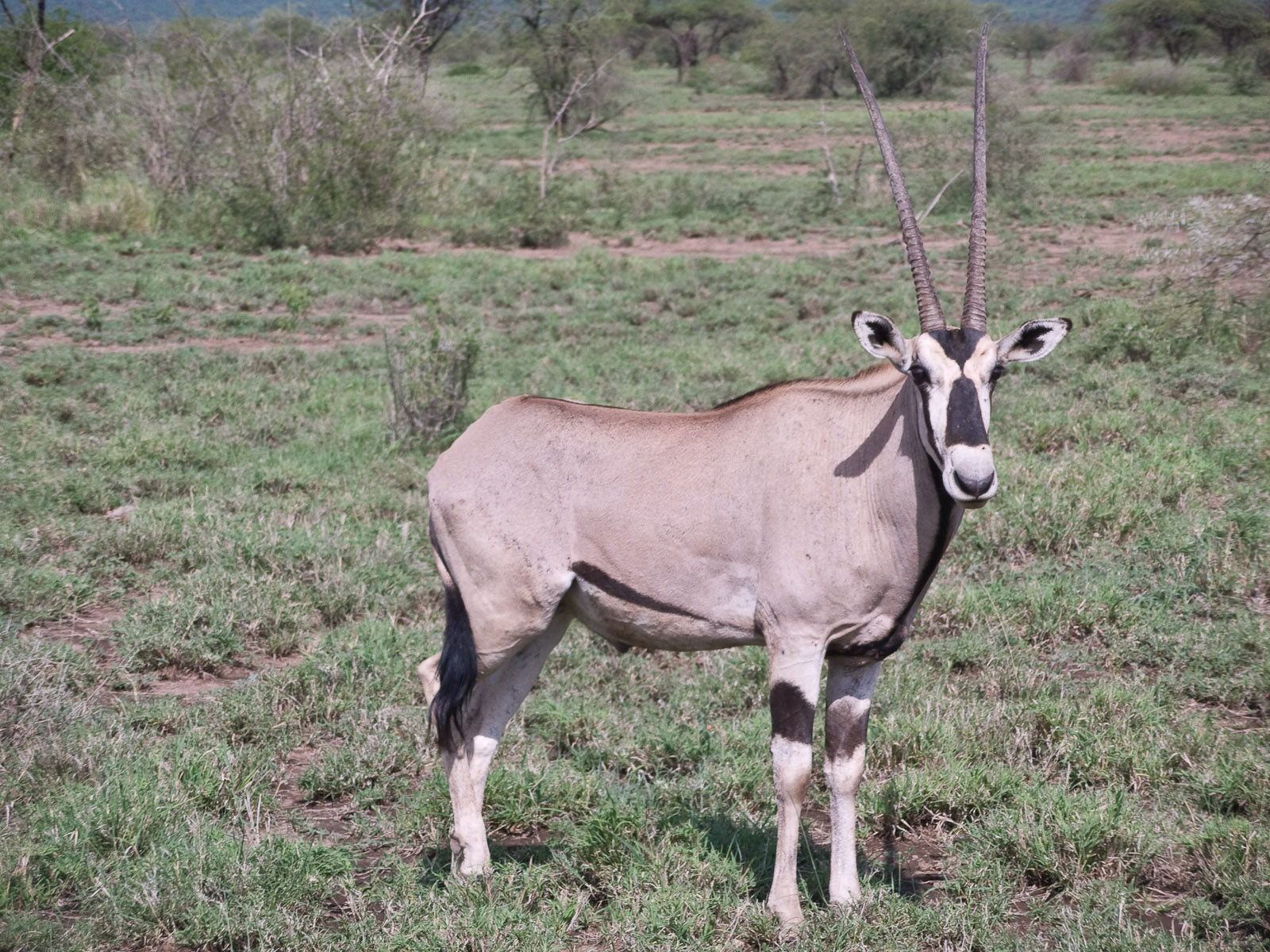
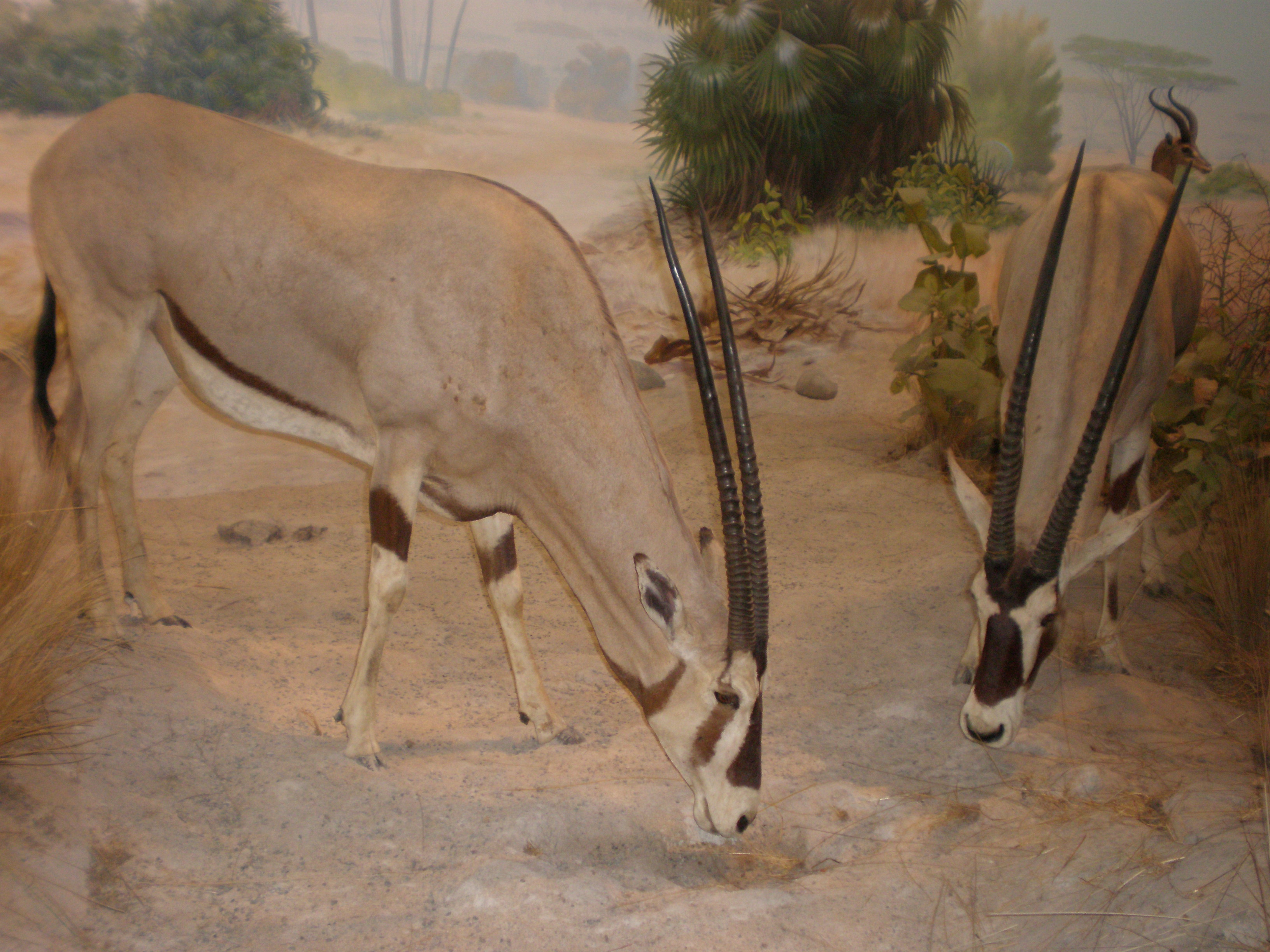
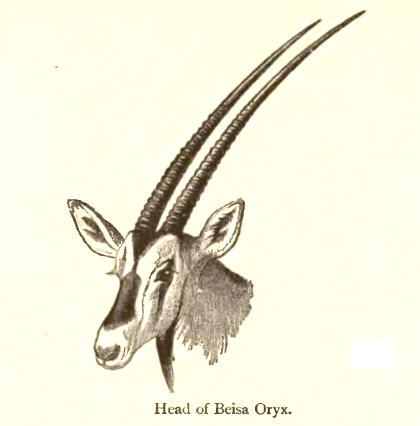
Oryx beisa beisa
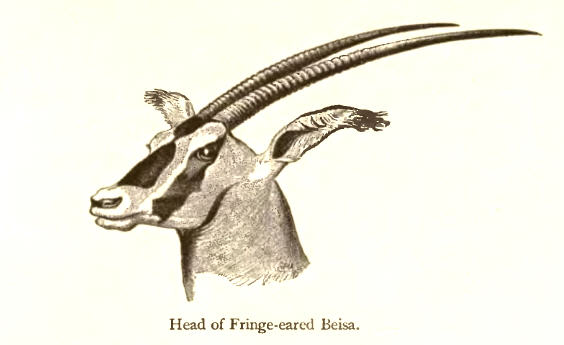
O. b. callotis